# 莱塔河畔特劳特曼斯多夫
莱塔河畔特劳特曼斯多夫是奥地利下奥地利州莱塔河畔布鲁克县的一个市镇。总面积35.39平方公里，总人口2686人，人口密度75.9人/平方公里（2009年）。